# François Bernard Chenu
Pour les articles homonymes, voir Chenu.
François Bernard Chenu est un homme politique français né le 13 juin 1769 à Saint-Aignan (Loir-et-Cher) et mort le 31 août 1835 à Selles-sur-Cher (Loir-et-Cher).

## Biographie
Administrateur de district, puis du département de Loir-et-Cher, avocat à la Cour d'appel d'Orléans, il est conseiller de préfecture à Blois sous le Consulat et député de Loir-et-Cher en 1815, pendant les Cent-Jours.

## Sources
- « François Bernard Chenu », dans Adolphe Robert et Gaston Cougny, Dictionnaire des parlementaires français, Edgar Bourloton, 1889-1891 [détail de l’édition]